# Зоран Приморац
Зоран Приморац (10. мај 1969, Задар, СФРЈ) је бивши прослављени  југословенски и хрватски стонотенисер. Освајао је медаље на свим великим и важним такмичењима: Олимпијским играма, Светском купу, Светским и Европским првенствима, као и на Медитеранским игарама.

## Спортска биографија
Када је имао 8 година отац га је одвео у локални клуб Багат где је стакао прва знања и сазрео као играч. Свој велики потенцијал показао је освајањем седам медаља на европским јуниорским такмичењима. Као средњошколац прелази у Загреб и региструје се за Вјесник 1985. године. У пару са Илијом Лупулескуом је другопласирани на свету (1987), првак Европе (1990) и освајач сребрне медаље на Летњим олимпијским играма 1988. у Сеулу. Многи су их у то време звали најбољима свих времена, али их и је грађански рат онемогућио да то и постану. Од 1989. до 1990. био је члан Партизана из Београд.
Почетком рата враћа се у Хрватску и игра за Индустроградњу и  осваја екипно првенство Хрватске, а затим одлази у Белгију где је играо за Royal Sporting Villet из Шарлроа. Са белгијским клубом освојио је три купа европских шампиона. Након тога играо је за клубове у Шпанији, Јапану и Русији.
Поред Олимпијских игара у Сеулу, Приморац је учествовао на Олимпијским играма 1992. у Барселони, Олимпијским играма 1996. у Атланти,  2000. у Сиднеју, 2004. у Атини, 2008. у Пекингу  и 2012. у Лондону. На свечаној церемонији отварања игара у Сиднеју Зоран Приморац је носио националну заставу.

## Приватни живот
У браку са Данијелом, добио је двоје деце, сина Матеја (1999. године) и кћерку Леу (2003. године).